# Wilhelm Henryk Minter

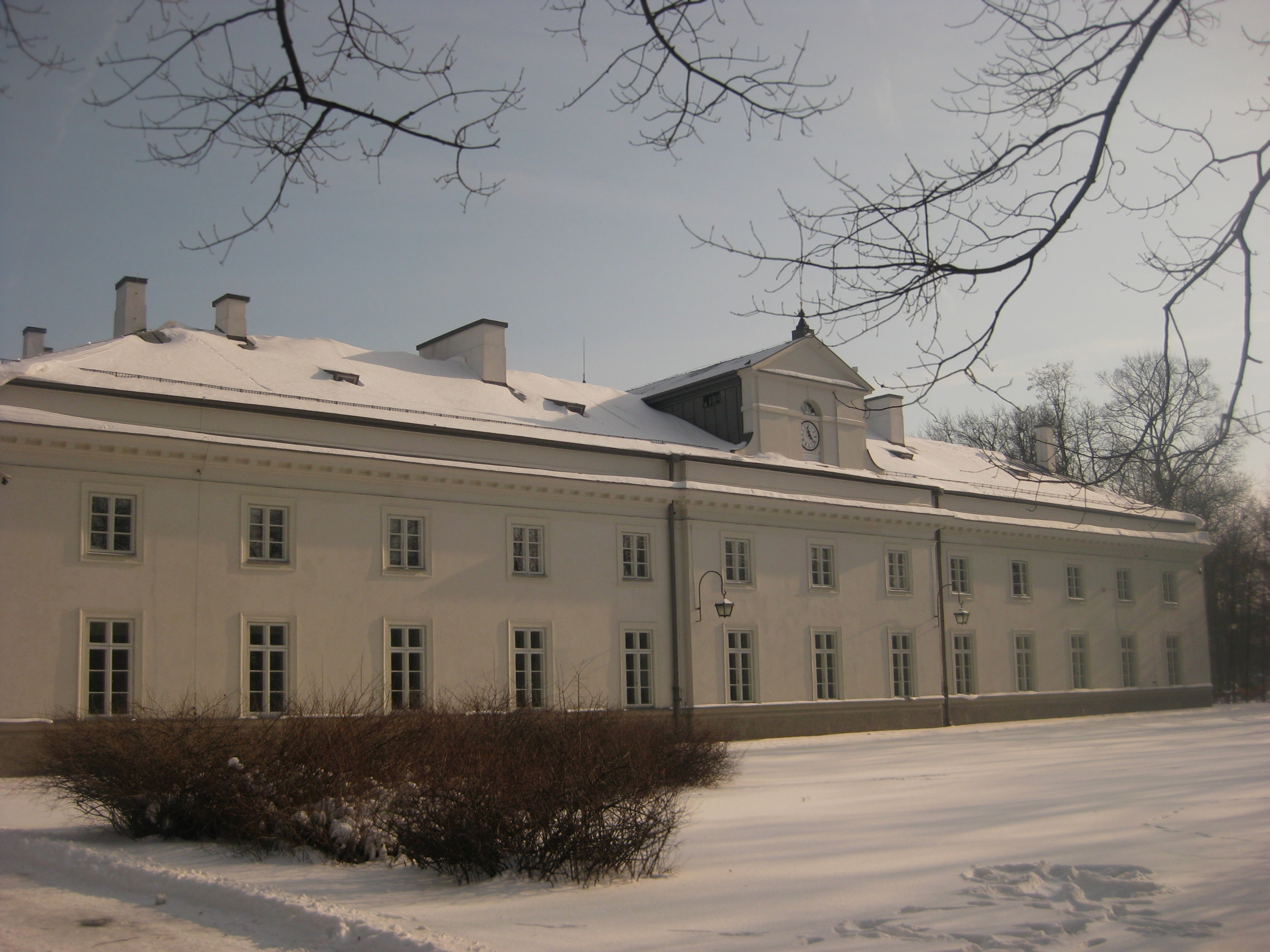
Szkoła Podchorążych w Warszawie – oficyna

Wilhelm Henryk Minter vel Wilhelm Heinrich Minter (ur. 1 maja 1777 w Szczecinie, zm. 18 kwietnia 1832 w Warszawie) – pułkownik korpusu inżynierów Armii Księstwa Warszawskiego i Wojska Polskiego Królestwa Kongresowego, inżynier architekt.

## Życiorys
Był starszym synem Michaela Christopha, urzędnika administracji solnej w Szczecinie, i Joanny Elżbiety z domu Kräuter oraz bratem Karola Fryderyka, litografa, i malarki Henryki Beyer z Minterów, a także stryjem przemysłowca Karola Juliusza.
Wykształcenie jako inżynier architekt wojskowy otrzymał zapewne w Korpusie Kadetów w Poczdamie. Około 1800 przeniósł się do pruskiej Warszawy, gdzie działał jako architekt i budowniczy, potem jako kierownik robót budowlanych w dobrach ks. Józefa Poniatowskiego. Po klęsce Prus w roku 1806 nie powrócił do Niemiec, lecz pozostał w Warszawie i zaciągnął się do Wojska Polskiego.
W Wojsku Polskim od 1810 pełnił służbę w Korpusie Inżynierów. U boku ks. Józefa odbył jako jego adiutant kampanię 1813 i otrzymał Złoty Krzyż Virtuti Militari.
W czasach Królestwa Kongresowego Minter był w randze pułkownika dyrektorem budowli wojskowych i wzniósł m.in. wiele budynków koszarowych w stolicy, wybudował także Szkołę Podchorążych w Łazienkach.
Po wybuchu Powstania Listopadowego Minter chciał się przyłączyć do powstańców, ale przeszkodził temu bojkot oficerów wobec niego jako Niemca: oświadczyli, że "pod Niemcem służyć nie będą". Gen. Klemens Kołaczkowski, szef Mintera, napisał później (cyt. według Szulca, zob. niżej): ten oficer ze wszech miar godny nie zasługiwał na żaden zarzut inny, tylko ten, że był Niemcem. Skoro się dowiedział o powstającej przeciwko sobie opinii, usunął się sam dobrowolnie i wkrótce ze zmartwienia życie zakończył.
Minter był żonaty z Krystyną z Rzempołuskich, para pozostała bezdzietna. Pochowany został na cmentarzu ewangelickim w Warszawie w nieznanym dziś miejscu. Jego zbiory rycin i planów architektonicznych, tzw. Teki Minterowskie, znajdują się w zbiorach UW.